# Isaiah Rashad
Isaiah Rashad McClain (Chattanooga, 16 de maio de 1991) é um rapper, cantor, compositor e produtor musical norte-americano.